# CinePaint
CinePaint (anciennement Film GIMP) est un outil de retouche d'images vidéo basé sur GIMP. Distribué sous licence libre GNU GPL version 2, c'est un logiciel libre.

## Historique
Trois ans après la création de GIMP, deux développeurs du logiciel décidèrent de se lancer sur un autre projet ayant pour but la retouche d'images vidéo. C'est donc ainsi qu'en 1998 commençait le développement de celui-ci issu d'un fork de la version 1.0.4 de GIMP destiné principalement à un usage cinématographique professionnel sur des pellicules 35 mm, haute résolution.
Ce nouveau projet eut pour nom de code HOLLYWOOD puis il fut ensuite connu sous le nom de Hollywood Gimp ou Film Gimp. Sponsorisé par des sociétés hollywoodiennes d'effets spéciaux et d'animation pour le cinéma ou la télévision telles que Silicon Grail et Rhythm & Hues, le projet prit son envol et une équipe de développeurs composée de Calvin Williamson de Rhythm & Hues et Ray Lehtiniemi de Silicon Grail fut créée.

### Silicon Grail
Silicon Grail fut fondé en 1995 par Ray Feeney avec la montée de GIMP et Film Gimp, la société voyait une opportunité d'y laisser son empreinte c'est ainsi qu'elle contribuait activement dans la communauté open source en aidant à la création de drivers d'enregistreurs vidéo entre autres et fournissait une série de scripts afin que certaines commandes de Film Gimp puissent être sauvegardées dans leur premier logiciel de compositing : Chalice.
Cependant, ce projet s'arrêta après la décision de développer leur logiciel propriétaire de montage : RAYZ, qui fut à son tour abandonné après leur rachat par Apple.

### Rhythm & Hues
Rhythm & Hues fut fondé par John Hughes qui après la mort de Silicon Grail continua seul le développement de Film Gimp qui avec sa montée en fonctionnalité remplaça peu à peu leur propre logiciel de retouche d'images vidéo : Inc et devint un support de la société.
Film Gimp fut utilisé dans de nombreux films comme Harry Potter, Comme chiens et chats, Docteur Dolittle 2, Grinch, Stuart Little ou encore Scooby-Doo.

### Robin Rowe
Robin Rowe, auteur dans le magazine Linux Journal s'intéressait de près à Film Gimp c'est ainsi qu'en mars 2002 il publia une interview de Caroline Dahllöf développeuse et mainteneuse en chef de Film Gimp chez Rhythm and Hues Studios (en) puis en juin 2002, Linux et Scooby-Doo.
À l'époque, Film Gimp n'était qu'une branche dans le CVS de GIMP sous le nom de HOLLYWOOD. Robin Rowe voulait que Film Gimp soit disponible sous forme de paquet afin que les lecteurs de son article puissent facilement l'installer. Mais, le code source étant hébergé sur le site gimp.org (en), il fallait attendre que les mainteneurs du site puissent s'en charger.
Ceux-ci, très occupé par le développement de GIMP n'avaient guère le temps de mettre à jour le site. C'est ainsi que Robin Rowe proposa d'héberger le code source de Film Gimp sur le site SourceForge.net, ce qui permit de mettre à disposition le 24 juillet 2002 la première version des sources de Film Gimp sous forme de paquet.

### Changement de nom
C'est en février 2003, lors d'une conférence sur les films créés sous Linux à Los Angeles, que l'équipe de développement après s'être rassemblée pour la première fois depuis 1998 décida de changer le vieillissant nom Film Gimp. Cependant aucun n'avait d'idées de remplacement. Ils décidèrent de faire passer l'annonce dans une liste de diffusion et le mois suivant, ce fut le nom de CinePaint qui fut retenu.

## Caractéristiques techniques
- Onion-skin (visualisation par transparence des images précédentes, pour l'animation).
- Travail avec 8, 16 ou 32 bits par couleur, en entier ou flottant, ce qui permet une précision accrue, sur les couleurs.
- Toutes les caractéristiques de retouche d'image de GIMP.

## Les studios

### Développeurs
- Rhythm and Hues Studios (en)
- Sony Pictures Imageworks
- ILM (Industrial Light & Magic)
- DreamWorks
- Pixar
- universités et volontaires

### Les films

#### Rhythm & Hues
- Scooby-Doo
- Harry Potter
- Comme chiens et chats
- Docteur Dolittle 2
- Le Grinch
- Stuart Little

#### Sony Pictures Imageworks
- Stuart Little 2

#### Hammerhead
- Showtime
- Blue Crush
- 2 Fast 2 Furious

#### Flash Film Works
- Un duplex pour trois
- Le Dernier Samouraï

#### Computer Cafe
- La Ligue des gentlemen extraordinaires

#### Amalgamated Pixels
- Looney Tunes